# Казанок (заказник)
Казанок — ботанический заказник местного значения. Находится в Краматорском районе Донецкой области возле села Зелёное. Статус заказника присвоен решением областного совета № XXII/14-38 от 30 сентября 1997 года. Площадь — 38 га. Территория заказника — разнотравно-типчаково-ковыльная степь, остатки байрачного леса и зарослей степных кустарников. Произрастает 6 видов растений, занесённых в Красную книгу Украины.